# Эра доброго согласия

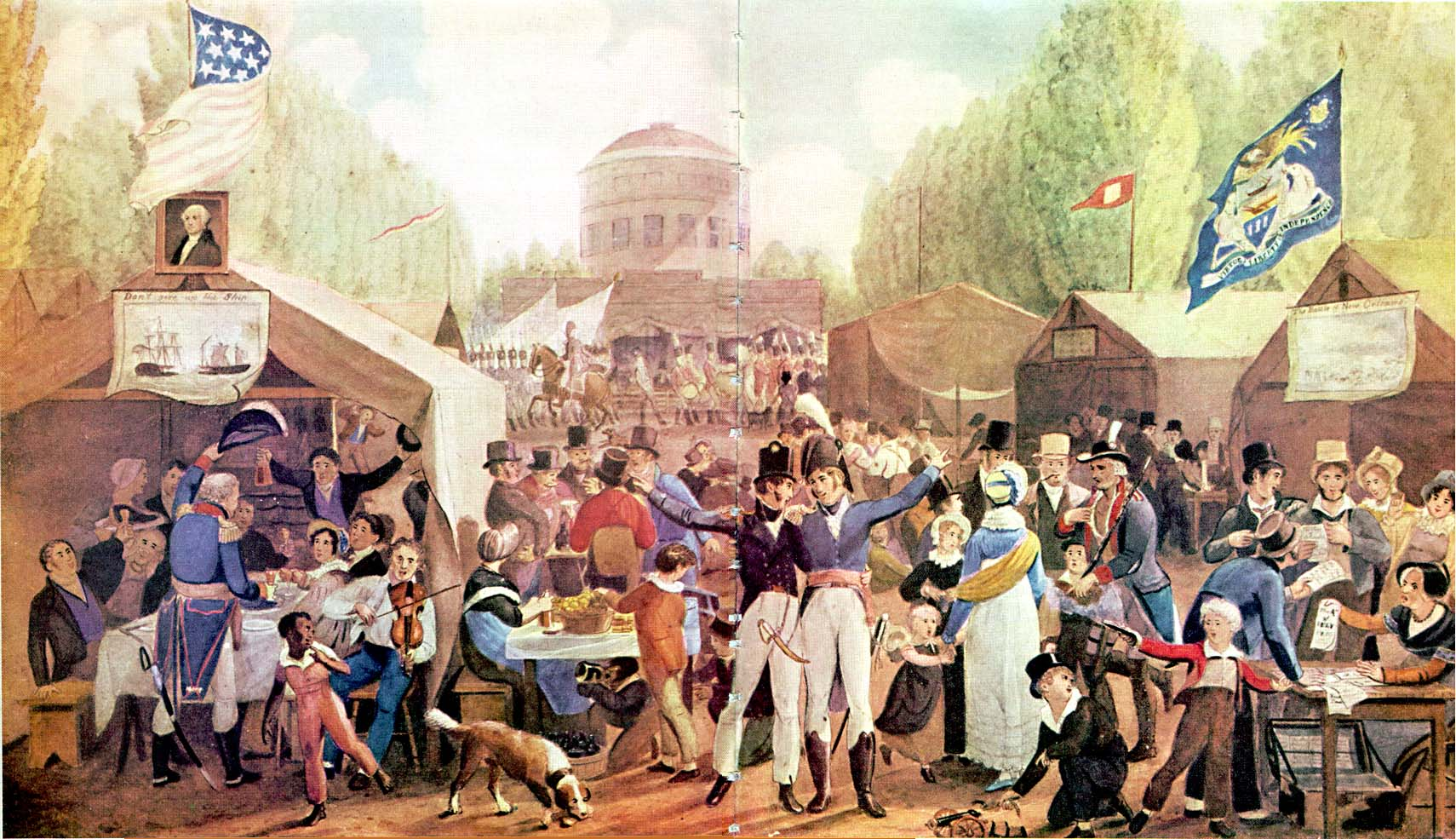
«Празднование Дня независимости на центральной площади», картина Джона Криммеля 1819 года, отражающая дух Эпохи доброго согласия.

Эра доброго согласия (англ. The Era of Good Feelings) — период политической истории США, отражающий чувство национального единства, сложившегося после англо-американской войны 1812 года. Эра началась в 1816 году, когда Федералистская партия проиграла президентские выборы, утратила влияние на политику и когда подошла к концу эпоха Джефферсоновской демократии. Период ассоциируется, в основном, с президентством Джеймса Монро (1817—1825). Словосочетание «Эра доброго согласия» придумал журналист бостонской газеты Columbian Centinel Бенжамин Расселл 12 июня 1817 года после визита президента Монро в Бостон.
Во время президентских выборов 1824 года Демократическо-республиканская партия раскололась на сторонников и противников Джексонианского национализма, что привело к концу эпохи доброго согласия, переходу ко Второй партийной системе и началу эпохи Джексонианской демократии.
Выражение «доброе согласие» часто используется историками в ироническом смысле, поскольку эпоха отличалась напряженностью в политической атмосфере и серьёзными трениями между администрацией Джеймса Монро и Демократическо-республиканской партией.